# اوکتاویانو ای. لارزولو
اوکتاویانو آمبروسیو لارزولو (به انگلیسی: Octaviano Ambrosio Larrazolo) سناتور سابق عضو حزب جمهوری‌خواه ایالات متحده آمریکا بود. وی در سال ۱۹۲۸ تا ۱۹۲۹ میلادی سناتور ایالت نیومکزیکو در سنای ایالات متحده آمریکا بود.